# 단 보

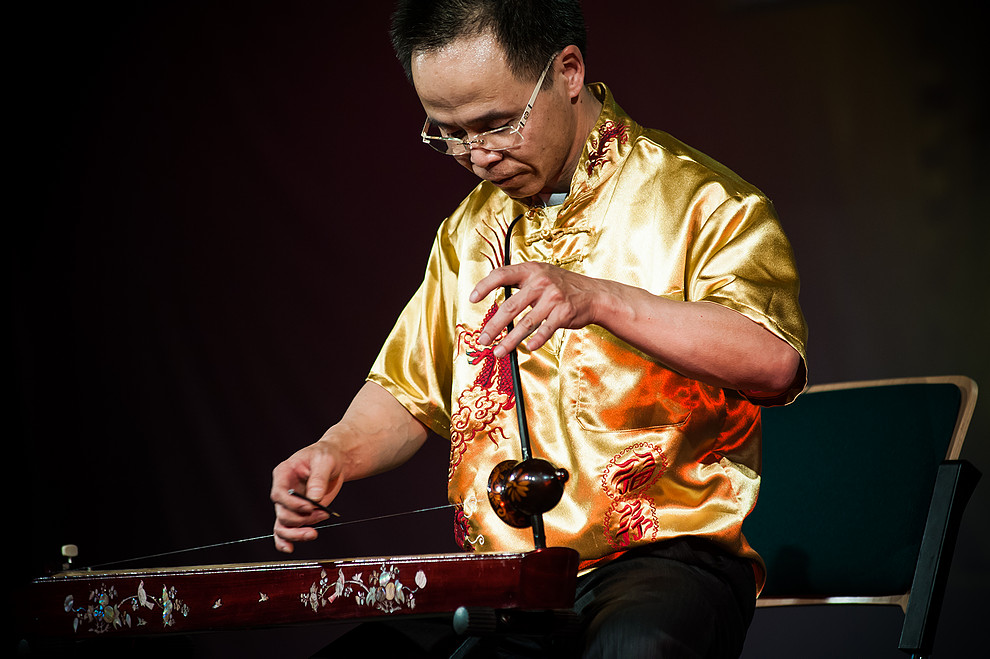
단 보를 연주하는 한 남성.

단 보(đàn bầu, 獨絃琴)는 모노코드(한 줄만 있는) 치터 형태의 베트남의 현악기이다.

## 역사
단 보의 최초의 기록은 1770년으로 거슬러 올라가지만 학자들은 그보다 더 오래된 최대 1천년 전에도 존재한 것으로 추정하고 있다.